# Урньяно
Урньяно (итал. Urgnano) — коммуна в Италии, располагается в регионе Ломбардия, подчиняется административному центру Бергамо.
Население составляет  9825 человека (на 2010 г.), плотность населения составляет 649 чел./км². Занимает площадь 13 км². Почтовый индекс — 24059. Телефонный код — 035.
Покровителями коммуны почитаются святые мученики Назарий и Кельсий. Праздник ежегодно празднуется 28 июля.

## Средневековый замок
В центре города возвышается величественный замок, сооружение которого началось в X - XI веках, в связи с феодальными войнами между фамилиями Guelfi и Ghibellini и их последователями. Жители в целях обороны возвели замок, представляющий ныне украшение коммуны и привлекающий посетителей. 

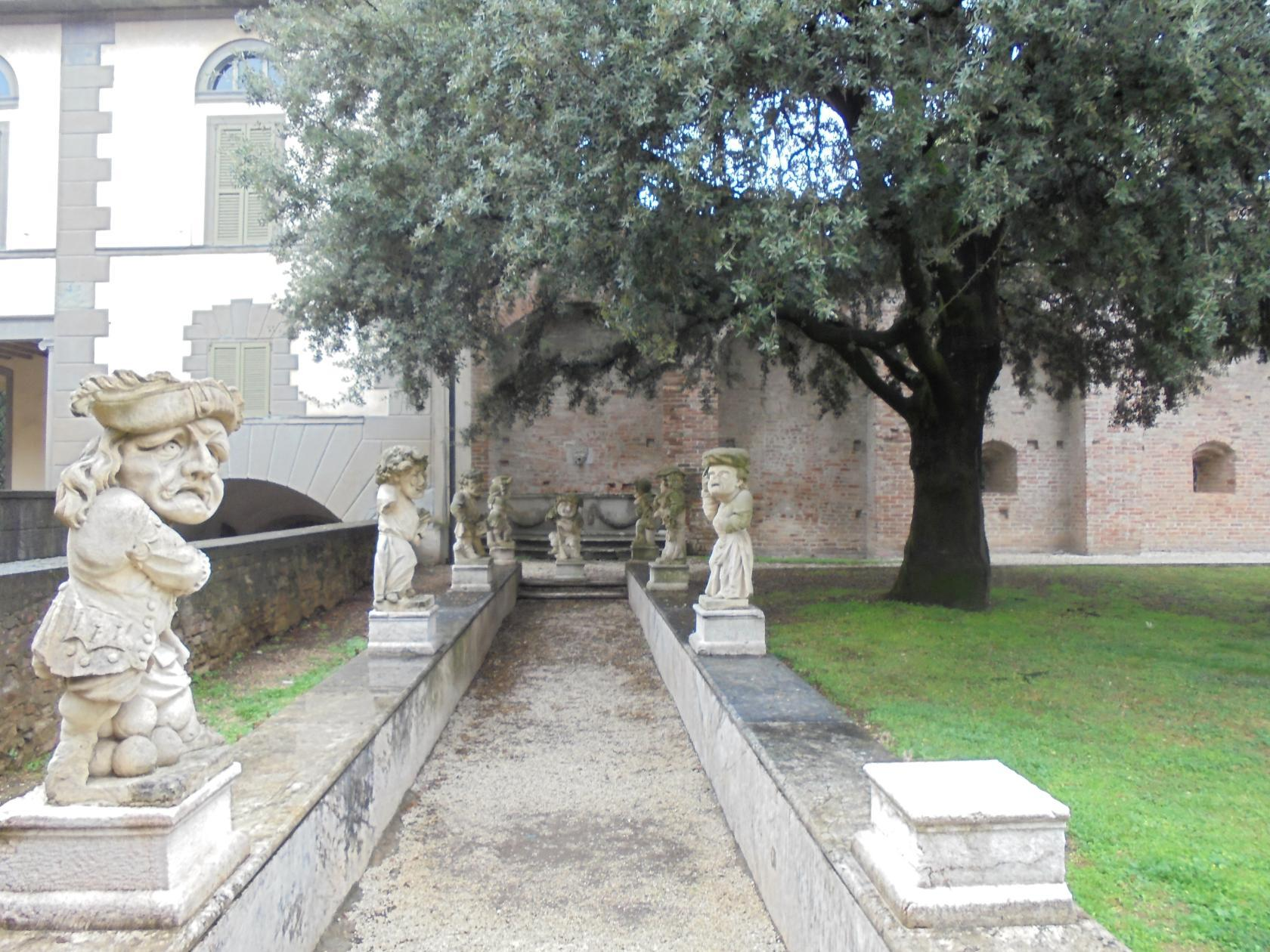
Внутри замка в Урньяно
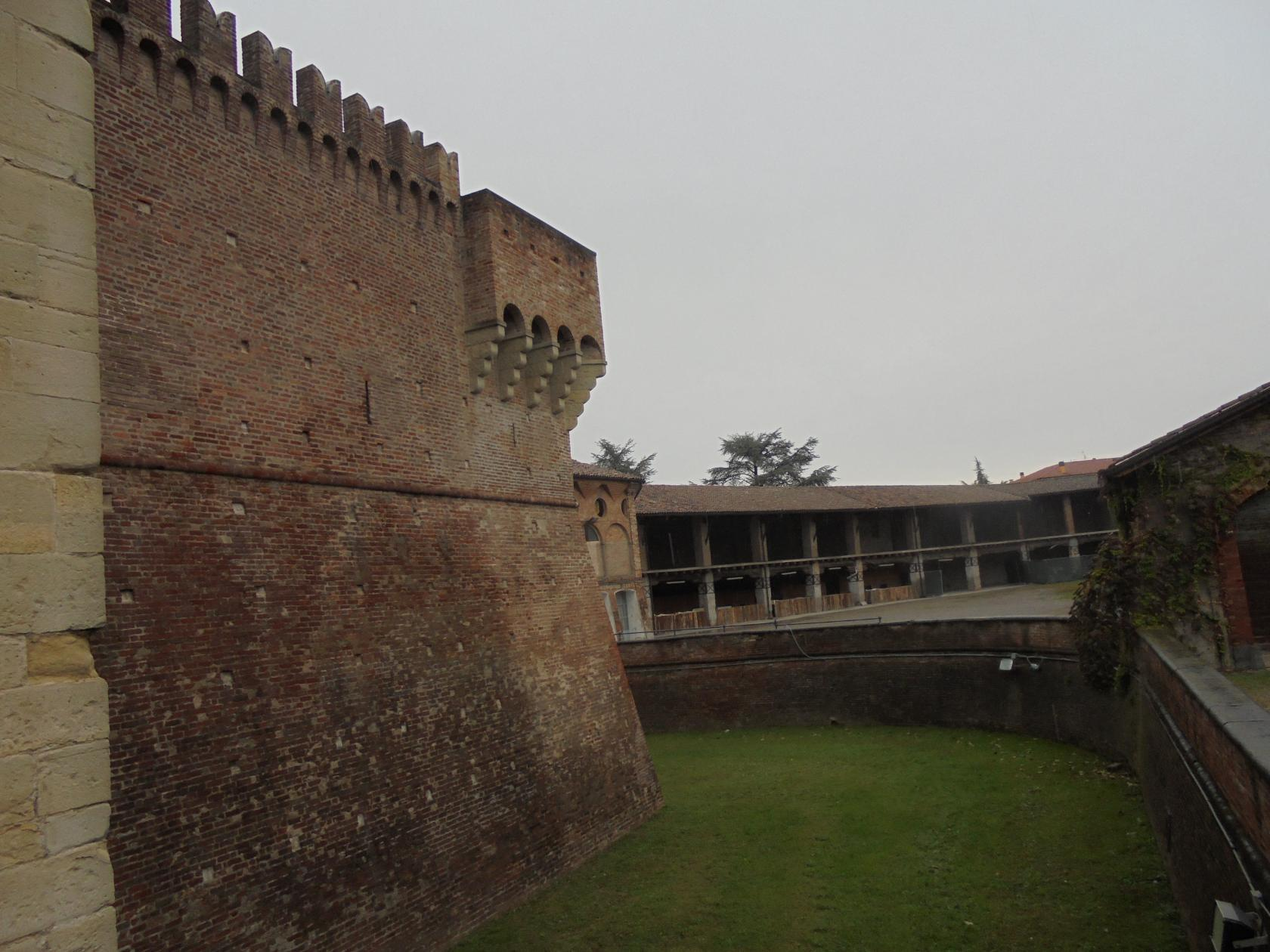
Ров
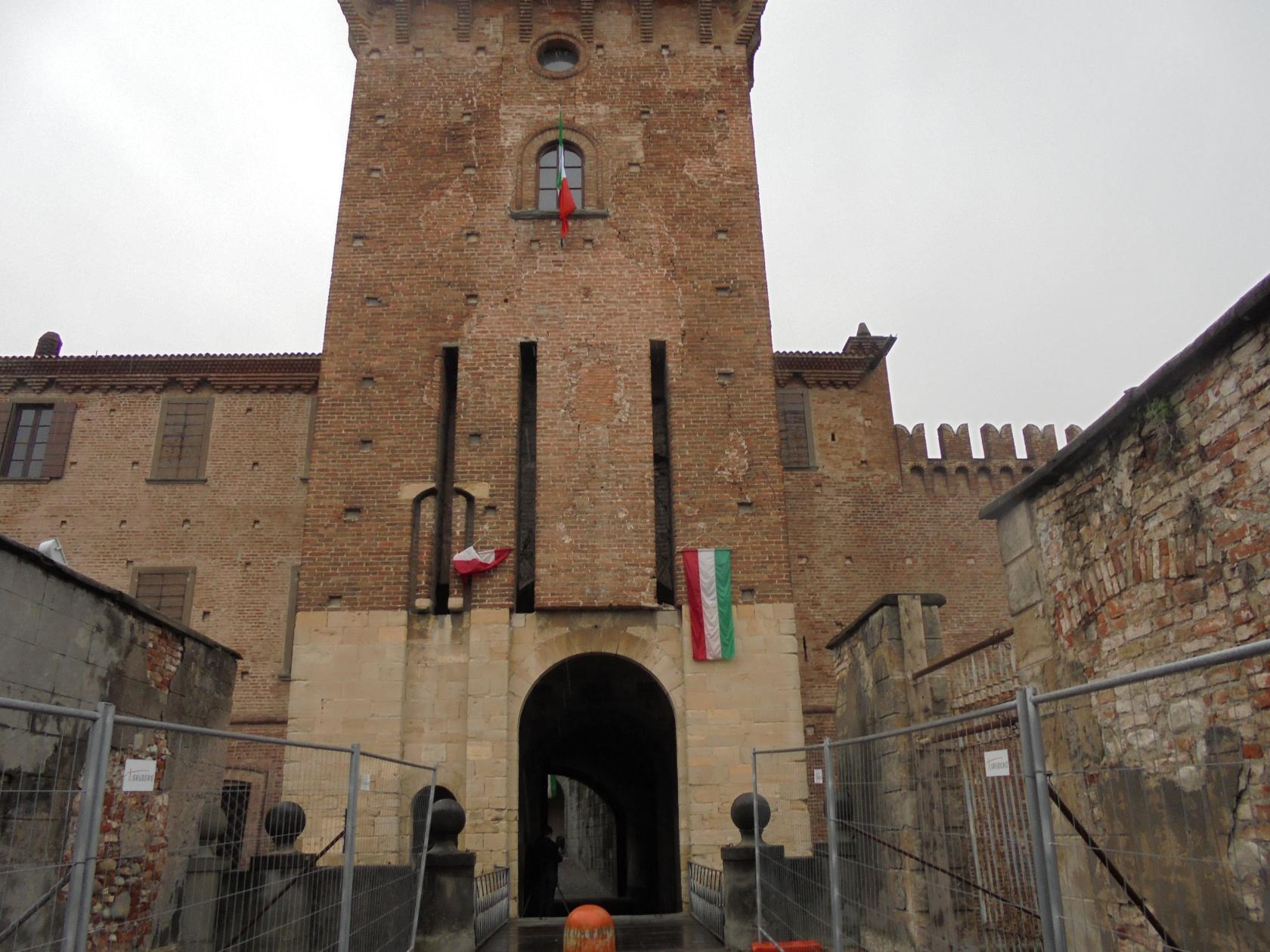
Башня
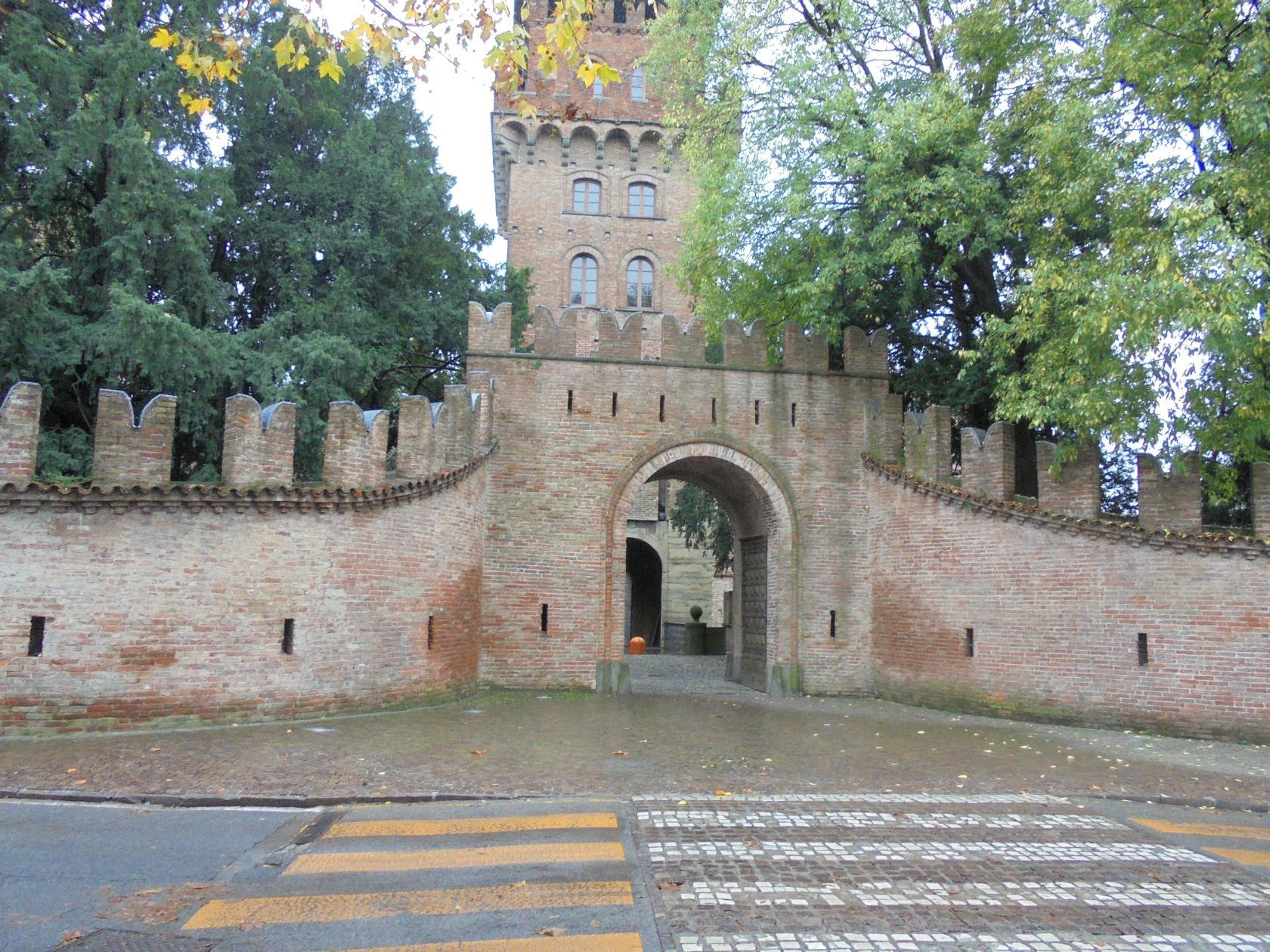
Ворота в замок